# US-Heeresgarnison Benelux

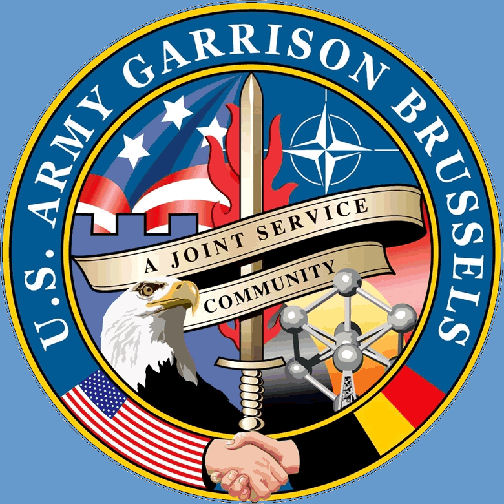
Logo United States Army Garrison Benelux

Die US-Heeresgarnison Benelux (englisch: United States Army Garrison Benelux, Abkürzung: USAG Benelux) ist eine 2005 gegründete länderübergreifende Garnison der US Army, die ihren Hauptsitz in Chievres hat. 
Die U.S. Army Garrison Benelux mit Hauptquartier  in  der Caserne Daumerie, Chièvres, Belgien, verbindet NATO-Truppen in Belgien, den Niederlanden und den  Bundesländern Nordrhein-Westfalen, Niedersachsen, Bremen, Hamburg und Schleswig-Holstein. Sie unterstützt die zudem die US-Army in einem Gebiet von sieben Nationen, zu dem auch Luxemburg, Frankreich, das Vereinigte Königreich und Polen gehören.

## Standorte und Einrichtungen
Belgien
Chièvres
Caserne Daumerie
Chièvres Air Base
Headquarters and Headquarters Company (HHC) USAG Benelux
Logistics Readiness Center (LRC)
Mons
SHAPE
Brüssel
Sterrebeek Annex
Brussels American School
Brussels Army Health Clinic
Niederlande
Eygelshoven
Army Pre-positioned Stock-2 Eygelshoven
Brunssum
Pre-positioned Organizational Materiel Sets Site Brunssum
Brunssum Military Housing
Deutschland
Geilenkirchen
Geilenkirchen Air Base
Dülmen
Tower Barracks 
Army Pre-positioned Stock-2 Dülmen
APS-2 Dülmen Work Site (DWS)

## Geschichte
Ursprünglich als 80th Ordnance Group  wurde die Einheit am 25. Januar 1945 in Lunéville, Frankreich in Dienst gesetzt und später im selben Jahr in Fort Benning, Georgia, wieder außer Dienst gesetzt. Im Jahr 1954 wurde sie im Red River Arsenal in Texas erneut reaktiviert. Als sie 1966 nach Vietnam verlegt wurde, wurde sie in 80th General Support Group umbenannt.
Nach mehr als fünf Jahren, in denen sie 13 Kampagnen in Vietnam unterstützte, wurde die Organisation 1972 inaktiviert. Im Jahr 1984 wurde die 80th Support Group reaktiviert und nach Chièvres, Belgien, verlegt.
Von historischer Bedeutung für die Garnison ist die NATO/SHAPE Support Group, die 1967 in Brüssel aktiviert wurde und ihr Hauptquartier noch im selben Jahr nach Caserne Daumerie in Belgien verlegte. Bei der Aktivierung und Benennung als 80th Area Support Group im Jahr 1984 wurde die US-Unterstützung für die NATO-Mission in die neue Einheit integriert, und sie erhielt den offiziellen Namen: 80th Area Support Group (NSSG), deren Hauptquartier sich in Caserne Daumerie befindet. Am 1. Oktober 2005 wurde die Einheit zur U.S. Army Garrison Benelux umbenannt.
Im Jahr 2012 wurde die U.S. Army Garrison Benelux einer umfassenden Umstrukturierung unterzogen und die untergeordneten Garnisonen USAG Schinnen und USAG Brüssel wurden inaktiviert und zu Standorten der USAG Benelux. Im April 2016 übernahm die Garnison die Aufgabe des vorgelagerten Lagerstandorts der Armee.